# Leioproctus versicolor
Leioproctus versicolor är en biart som först beskrevs av Smith 1853.  Leioproctus versicolor ingår i släktet Leioproctus och familjen korttungebin. Inga underarter finns listade i Catalogue of Life.

## Bildgalleri

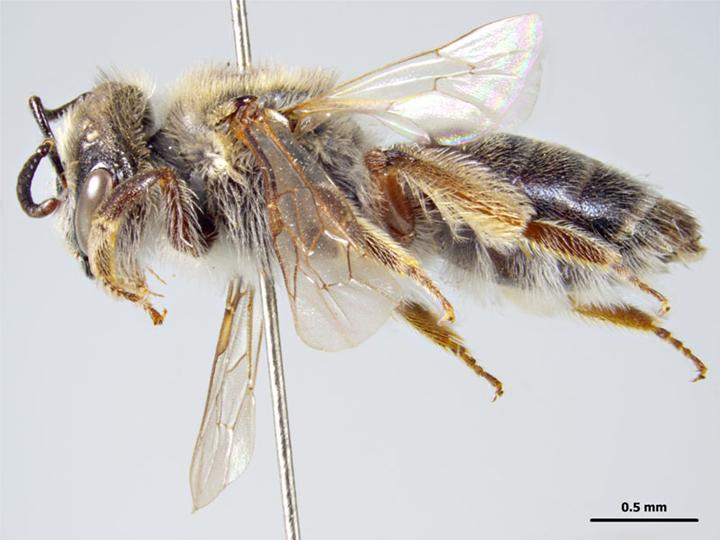
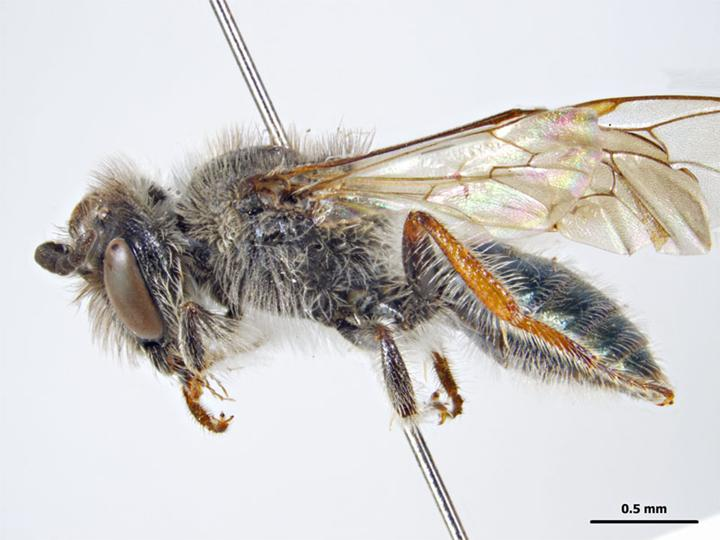